# 岩井コスモホールディングス
岩井コスモホールディングス株式会社（いわいコスモホールディングス、英: IwaiCosmo Holdings, Inc.）は、大阪府大阪市中央区今橋に本社を置く金融持株会社である。

## 概要
コスモ証券株式会社の完全子会社化を機に経営統合によるシナジー効果を発揮するため、持株会社化による組織再編を実施した。

## 沿革
- 1915年（大正4年）5月1日 - 大阪府岸和田市にて「株式現物岩井商店」という商号で創業（当時存在した鉄鋼商社「岩井商店」とは関係はない）。
- 1944年（昭和19年）7月4日 - 株式会社化。商号を岩井証券株式会社とする。
- 1967年（昭和42年）10月 - 鈴木証券（和歌山市）の営業を譲り受ける。
- 2003年（平成15年）8月 - 外国為替証拠金取引に参入。
- 2006年（平成18年）
  - 2月8日 - 東京証券取引所市場第一部に上場。
  - 5月23日 - 大阪証券取引所市場第一部に上場。
- 2010年（平成22年）
  - 4月15日 - 経営再建中の情報サービス大手のCSKホールディングス(現・SCSK)の傘下で、大阪市に本店を置く老舗の証券準大手、コスモ証券を買収すると発表。全株式を取得し、金額は170億円[2]。
  - 4月16日 - 株式譲渡が行われ、コスモ証券を完全子会社化。営業収益、預かり資産ともコスモ証券は岩井証券の約3倍の規模があり、小が大を買収する形となった。預かり資産は1兆8071億円で、マネックス証券を抜き、業界11位に躍り出た[2]。
  - 7月1日 - 証券事業を岩井証券設立準備株式会社（2010年4月16日設立）に吸収分割し（7月1日に岩井証券株式会社に商号変更）、純粋持株会社岩井コスモホールディングス株式会社に商号変更。
- 2012年（平成24年）
  - 5月1日 - 傘下のコスモ証券と岩井証券の法人を合併「岩井コスモ証券」設立（存続社・コスモ証券）。
  - 5月 - 現在地に移転。

## 関係会社
- 岩井コスモ証券株式会社
- 岩井コスモビジネスサービス株式会社 - コスモ証券子会社のコスモエンタープライズを商号変更。